# L’Impératrice
L’Impératrice (Deutsch: „die Kaiserin“) ist eine französische Band.

## Geschichte
L’Impératrice veröffentlichte 2012 eine erste gleichnamige EP, 2014 eine zweite namens Sonate Pacifique und am 12. Oktober 2015 eine dritte namens Odyssée. Diese wurde ein Jahr später unter dem Namen L'Empereur neu aufgelegt: eine langsamere Version des Originals, inspiriert von einem Fan-Fehler, der die Disc mit der falschen Geschwindigkeit wiedergab. Eine akustische Version mit Geige, Cello und akustischer Gitarre wurde ebenfalls im Februar 2017 veröffentlicht.
Die Gruppe gewann 2016 den Publikumspreis des Prix Deezer Adami 2016.
2016 veröffentlichte L’Impératrice die Single Vanille fraise, basierend auf einem Sample der Soulsängerin Anita Ward.
Anschließend schloss sich die Gruppe dem unabhängigen Label microqlima an, und im Juni 2017 wurde eine erste EP mit dem Titel Séquences auf dem Label veröffentlicht. Remixe dieser Tracks wurden im September 2017 veröffentlicht, darunter eine Version der australischen Gruppe Parcels.
Am 17. Oktober 2017 erschien Erreur 404, die als erste Single aus ihrem ersten Album Matahari vorgestellt wurde. Die Gruppe war am 9. Januar 2018 während der Sendung Quotidien auf TMC zu sehen.
Die Band trat bei diversen Festivals auf, wie z. B. dem Printemps de Bourges, dem Calvi On The Rocks 2016 oder dem We Love Green 2017.
Die Gruppe trat am 12. Oktober 2017 im La Cigale auf und danach am 3. und 4. April 2018 im Casino de Paris. Sie spielte am 31. Januar 2018 in Brüssel. Sie war vom 3. Februar bis 17. Mai 2018 auf französischer Tournee.
Am 21. Juni 2018, anlässlich der Fête de la Musique, trat die Gruppe in der Nationalversammlung auf.
2024 nahm die Gruppe den ARTE-Musikfilm 'L'Impératrice im Palais Bulles - Passengers' an der Côte d’Azur bei Cannes auf.
Im Herbst 2024 wurde bekannt gegeben, dass die langjährige Sängerin der Band, Flore Benguigui, die Band mit sofortiger Wirkung verlässt. Benguigui gab in einem Instagram-Statement u. a. artistische Differenzen mit anderen Bandmitgliedern sowie den hohen physischen und psychischen Druck als Trennungsgrund an. Einige Tage später wurde mit der Französin Louve die neue Sängerin präsentiert.

## Diskografie

### Studioalben
- 2018: Matahari
- 2019: Matahari (englische Version)
- 2021: Tako Tsubo
- 2024: Pulsar

### EPs
- 2012: L’Impératrice
- 2014: Sonate Pacifique
- 2015: Odyssée
- 2016: L’Empereur (Odyssée Slow Version)
- 2017: Odyssée (Version acoustique)
- 2017: Séquences
- 2017: Séquences (Remixes)

### Singles
- 2016: Vanille fraise (FR: Gold)[11]
- 2017: Erreur 404
- 2018: Histoire d’un soir
- 2021: Peur des filles (FR: Gold)